# Walter Bauer (Schriftsteller, 1904)
Walter Bauer (* 4. November 1904 in Merseburg; † 23. Dezember 1976 in Toronto) war ein deutscher Schriftsteller.

## Leben
Walter Bauer war der Sohn eines Fuhrmanns. Nach dem Besuch einer Volksschule absolvierte er von 1919 bis 1925 eine Lehrerausbildung an einem Lehrerseminar in Merseburg. Anschließend unternahm er 1925 mit einem Freund eine Wanderung, die ihn durch Deutschland, Österreich, Italien und die Schweiz führte. Von 1926 bis 1928 übte Bauer Gelegenheitsarbeiten aus und studierte einige Semester Germanistik an der Universität Halle. Von 1928 bis 1930 war er als Hauslehrer in Leuna und als Lehrer in Stangerode (Harz) tätig. Nach seiner Heirat im Jahre 1930 übersiedelte er nach Halle (Saale). Ab Ende der 1920er Jahre erschienen Bauers erste literarische Arbeiten, die ihn bereits als kritischen Humanisten ohne Parteibindung auswiesen. Eine Förderung erhielt Bauer durch Max Tau,  Cheflektor des Verlages Bruno Cassirer in Berlin. Sein 1930 im Bruno Cassirer Verlag erschienenes Buch "Stimme aus dem Leunawerk" wurde von Kurt Tucholsky, Hermann Hesse, Franz Werfel und Stefan Zweig hochgelobt.
Nach der Machtübergabe an die Nationalsozialisten 1933 erhielt Bauer zeitweise ein Schreibverbot. Seine vor 1933 erschienenen Bücher galten als unerwünscht und wurden nicht mehr gedruckt; allerdings war es Bauer während des Dritten Reiches möglich, neue Werke zu publizieren. Nach Beginn des Zweiten Weltkrieges wurde er zur Wehrmacht eingezogen und als Soldat in Frankreich, der Sowjetunion, Griechenland und Italien eingesetzt. In Italien geriet er in Kriegsgefangenschaft, aus der er 1946 nach München entlassen wurde. Er lebte bis 1948 in Wolfratshausen bei München als freier Schriftsteller und erfuhr besondere Förderung durch den vor Kriegsausbruch nach Norwegen emigrierten Verlagslektor Max Tau, der Bauer 1965 in einem Interview noch als eine seiner wichtigsten Entdeckungen bezeichnete. 1949 heiratete er zum zweiten Mal und zog nach Stuttgart. Bauers Ehe wurde 1952 geschieden. In der Folge beschloss er, angesichts seiner tiefen Enttäuschung über die gesellschaftliche Entwicklung der jungen Bundesrepublik, Deutschland zu verlassen. Im September 1952 wanderte er nach Kanada aus.
In Kanada übte Bauer von 1952 bis 1954 Hilfstätigkeiten aus, unter anderem als Fabrikarbeiter und Tellerwäscher. 1954 begann er ein Studium der Sprach- und Literaturwissenschaft an der Universität Toronto, das er mit dem Bachelor-Grad sowie, nach Absolvierung eines Aufbaustudiums, 1959 mit dem Magistergrad abschloss. In Kanada schrieb Bauer weiter in deutscher Sprache; seine Werke erschienen in westdeutschen Verlagen. Von 1959 bis 1976 war er Lektor für deutsche Sprache und Literatur an der Universität Toronto, ab 1967 als Associate Professor.
Walter Bauers Werk umfasst Romane, Erzählungen, Biografien, Kinderbücher, Essays, Lyrik und Hörspiele. Er Schatzmeister des nach dem Zweiten Weltkrieg neu gegründeten deutschen PEN und korrespondierendes Mitglied der Deutschen Akademie für Sprache und Dichtung in Darmstadt.

## Auszeichnung
- 1956: Albert-Schweitzer-Buchpreis für Die langen Reisen

## Würdigungen
- Seit 1994 wird zu seinem Andenken der Literaturpreis Walter-Bauer-Preis der Städte Merseburg und Leuna verliehen.
- Die Stadtbibliothek in Merseburg trägt den Namen "Walter Bauer."[2]

## Werke

### Erstausgaben
- Kameraden, zu euch spreche ich. Gedichte. Kaden & Comp, Dresden 1929.
- Stimme aus dem Leunawerk. Malik-Verlag, Berlin 1930.
- Ein Mann zog in die Stadt. Roman. Bruno Cassirer Verlag, Berlin 1931.
- Die notwendige Reise. Roman. Bruno Cassirer Verlag, Berlin 1932.
- Das Herz der Erde. Roman. Deutsche Buch-Gemeinschaft, Berlin 1933.
- zusammen mit Lotte Eckener (Fotografien): Die Welt der Bäume. Gedichte. Bruno Cassirer Verlag, Berlin ca. 1933.
- Die Horde Moris. Erzählungen. Einbandzeichnung von Hans Meid. Bruno Cassirer Verlag, Berlin 1935.
- Jahrmarkt der Seele. Gedichte. G. Kiepenheuer Verlag, Berlin 1935.
- Bildnis von Caspar David Friedrich. Verlag Bitter, Recklinghausen 1936.
- Die größere Welt. Wanderung und Einkehr. Der Eckart-Kreis Nr. 25. Eckart-Verlag, Berlin-Steglitz 1936.
- Der Lichtstrahl. Roman. Deutsche Verlagsanstalt, Stuttgart und Berlin 1936.
- Die Familie Fritsche. Erzählung. Hermann Schaffstein Verlag, Köln 1937.
- Inga im Wald. Erzählung. Hermann Schaffstein Verlag, Köln 1938.
- Abschied und Wanderung. Erzählungen. Propyläen-Verlag, Berlin 1939.
- Helga bringt die Heimat wieder. Erzählung. Hermann Schaffstein Verlag, Köln 1939.
- Die Reise eines jeden Tages. Verlag Bitter, Recklinghausen 1939.
- Die Armee des Don Quijote. Erzählung. Karl Rauch Verlag, Markkleeberg bei Leipzig 1939.
- Die Freunde und die Falken. Hermann Schaffstein Verlag, Köln 1940.
- Wanderer im Süden. Verlag Bitter, Recklinghausen 1940.
- Das Lichte und das Dunkle. Bildnisse europäischer Maler. Karl Rauch Verlag, Dessau 1941.
- Tagebuchblätter aus Frankreich. Erinnerungen. Karl Rauch Verlag, Dessau 1941.
- Bis zum Hahnenschrei. Erzählung. Karl Rauch Verlag, Dessau 1942.
- Zurechtgefunden. Köln 1942
- Die zweite Mutter. Philipp Reclam jun., Leipzig 1942.
- Degen und Harfe. Erzählungen. Propyläen-Verlag, Berlin 1943.
- Der Gast. Erzählungen. Bertelsmann, Gütersloh 1943.
- Gast auf Erden. Gedichte. Karl Rauch Verlag, Dessau 1943.
- Das Werk. Das Leben Michelangelos. Burg Giebichenstein Werkstätten der Stadt Halle, Halle 1943.
- Flamme und Asche. Bildnis Georg Forster's. Staufen Verlag, Köln 1944.
- Tagebuchblätter aus dem Osten. Karl Rauch Verlag, Dessau 1944.
- Perpendiek. Gedichte. Hans Köhler Verlag, Hamburg 1946.
- zusammen mit Georg Biermann (Hrsg.): Caspar Walter Rauh. Begleittexte. Verlag Kurt Desch, München 1947.
- Dämmerung wird Tag. Gedichte. Herriet Schleber Verlag, Kassel 1947.
- Die Gabe der Hirten von heute. C. Bertelsmann Verlag, Gütersloh 1947.
- Das Geschenk der Ferne. Erzählungen. C. Bertelsmann Verlag, Gütersloh 1947.
- Das Gewissen Europas. Bildnis von Nansen. C. Bertelsmann Verlag, Gütersloh 1947.
- Die Größe des Lebens. Staufen Verlag. Köln 1947.
- Der tausendfache Mund. Hamburg 1947.
- Die Überwindung der Wildnis. Das Leben Livingstones. C. Bertelsmann Verlag, Gütersloh 1947.
- Die zweite Erschaffung der Welt. Ein europäisches Lesebuch. Essays. Verlag Bitter, Recklinghausen 1947.
- Die Dämmerung wird Tag. Gedichte. Harriet Schleber Verlag, Kassel 1947.
- Die Flamme. Bildnis von Pestalozzi. C. Bertelsmann Verlag, Gütersloh 1948.
- Das Lied der Freiheit. Verlag Kurt Desch, München 1948.
- Die schwarze Sonne. Stanley in Afrika. Verlag Henri Nannen, Hannover 1948.
- Blätter von der Hoffnung. C. Bertelsmann Verlag, Gütersloh 1949.
- Der Gesang vom Sturmvogel. Über Saint-Exupery. Friedrich Trüjen Verlag, Bremen 1949.
- Märchen aus Tausendundeine Nacht. Union Deutsche Verlagsgesellschaft, Stuttgart 1949.
- Die Schönheit ist nur ein Gast. Mit Illustrationen von Hanna Nagel. Hans E. Günther Verlag, Stuttgart 1949.
- Die Erzählung des letzten Hirten. Ein Weihnachtsspiel. Deutscher Laienspielverlag, Rotenburg an der Fulda 1950.
- Die Grenze. Düsseldorf 1950
- Mount Everest. Bericht von Mallory und seinen Freunden. C. Bertelsmann Verlag, Gütersloh 1950.
- Der Traum vom Glanz der Welt. Deutscher Laienspielverlag, Rotenburg an der Fulda 1950.
- Das Unauslöschliche. Deutscher Laienspielverlag, Rotenburg an der Fulda 1950.
- Besser zu zweit als allein. Roman. Kurt Desch Verlag, München 1950.
- Die Sonne von Arles. Das Leben des Vincent van Gogh. Verlag Hundt, Hattingen 1951.
- Blau und Rot im Regenbogen: Ein Liebesspiel. Deutscher Laienspielverlag, Weinheim 1952.
- Passion.  C. Bertelsmann Verlag, Gütersloh 1952.
- Polflug. Bericht von Andrée und dem "Adler".  C. Bertelsmann Verlag, Gütersloh 1952.
- Griechische Sagen. Union Deutsche Verlagsgesellschaft, Stuttgart 1953.
- Mein blaues Oktavheft. Einbandgestaltung Martin Andersch. Ernst Tessloff Verlag, Hamburg 1954.
- Folge dem Pfeil. Leben, Traum und Tod des Sieur de la Salle. Roman. Kurt Desch Verlag, München 1956.
- Die langen Reisen. Eine Nansen-Biographie. Kindler Verlag, München 1956.
- Nachtwachen des Tellerwäschers. Gedichte. Kurt Desch Verlag, München 1957.
- Tagebuchblätter und drei Erzählungen. Matthiesen Verlag, Lübeck 1958.
- Die Tränen eines Mannes. Erzählungen. Nymphenburger Verlagshandlung, München 1958.
- Waldläufer und Forscher. Pioniere der Neuen Welt. Verlag Sebastian Lux, München 1960
- Der weiße Indianer: Wäscha–kwonnesin.  Die Geschichte eines abenteuerlichen Lebens. Ullstein Verlag, Berlin 1960.
- Die Stimme. Geschichte einer Liebe. Kurt Desch Verlag, München 1961.
- Klopfzeichen. Gedichte. Ernst Tessloff Verlag, Hamburg 1962.
- Fremd in Toronto. Erzählungen und Prosastücke. Hundt, Hattingen 1963.
- Tisch und Blume. Günzburg 1963.
- Der Baum und seine Zweige. Gütersloh 1964.
- Lorbeer für Hellas. Große Stunden der griechischen Geschichte. Union Verlag, Stuttgart 1964.
- September 43: Ein Volksstück. Merlin Verlag, Hamburg 1964.
- Verzicht auf einen Besuch. Ein Stück in fünf Bildern. Schauspiel. Merlin Verlag, Hamburg 1964.
- Der Weg zählt, nicht die Herberge. Prosa und Verse 1928–1964. Ernst Tessloff Verlag, Hamburg 1964.
- Fragment vom Hahnenschrei. Gedichte. Mit Holzschnitt-Illustrationen von Frans Masereel. Merlin Verlag, Hamburg 1966.
- Ein Jahr. Tagebuchblätter aus Kanada. Merlin Verlag, Hamburg 1967.
- Die Kinder und die Armen.  Lebensgeschichte Pestalozzis. Julius Beltz Verlag, Weinheim 1969.
- Phönix stirbt nicht. Merlin Verlag, Gifkendorf 1970.
- Testament. Merlin Verlag, Gifkendorf 1970.
- Lebenslauf. Gedichte 1929–1974. Kurt Desch Verlag, München 1975.
- Geburt des Poeten. Erinnerungen. Suhrkamp Verlag, Frankfurt am Main 1980, ISBN 3-518-01714-4.
- Phönixlied - Unveröffentlichte und verstreute Gedichte 1928–1976 herausgegeben von Jürgen Jankofsky. Mitteldeutscher Verlag Halle, 2023, ISBN 978-3-96311-688-9.
- Verse von einer Universität/Logbuch - Zwei nachgelassene Gedichtbände herausgegeben von Jürgen Jankofsky. Mitteldeutscher Verlag, 2024, ISBN 978-3-96311-881-4.
- Treibende Unruhe - Prosa, Essays, Rezensionen, Vermischtes aus Zeitungen und Zeitschriften 1928–1973. herausgegeben von Jürgen Jankofsky. Mitteldeutscher Verlag Halle, 2024, ISBN 978-3-96311-948-4.

### Herausgeberschaft
- Johann Gottfried Seume: Der deutsche Wanderer. Albert Langen/Georg Müller Verlag, München 1938.
- Heinrich Heine: Der junge Heine. Briefe, Berichte, Schriften. Blanvalet Verlag, Berlin 1948.
- Johann Christian Günther: Die Harfe der Liebe. Gedichte. Kurt Desch Verlag, München 1958.
- Im Banne des Abenteuers. Die spannendsten Geschichten der Welt. Kurt Desch Verlag, München 1958.

### Hörspiele
- Die Erzählung des letzten Hirten. Nordwestdeutscher Rundfunk, Erstsendung am 24. Dezember 1950.[3]
- Ein nebliger Tag. Funkdichtung zu Allerseelen und dem Totensonntag. Dokumentationsarchiv Funk, Radio Wien 1954.[4]